# Ben Kegels
Ben Kegels (Bornem, 1983) is een Belgische schrijver. Hij debuteerde in 2020 met de roman Jeugdzonden.

## Biografie
Ben Kegels groeide op in Klein-Brabant, een regio die zich uitstrekt tussen de Schelde en de Rupel in de provincie Antwerpen. In 2006 studeerde hij af als journalist aan de Lessius Hogeschool Mechelen. In 1991 was hij een van de winnaars van de teken / verhalenwedstrijd voor het Suske en Wiske-album Tazuur en Tazijn. In 2006 kreeg hij zijn eigen satirische column bij het intussen stopgezette Officieel PlayStation Magazine. In 2020 verscheen zijn debuutroman Jeugdzonden bij uitgeverij Het Punt. Nadien volgden een aantal kortverhalen in verhalenbundels of op andere platformen (websites etc.). In november 2022 verscheen zijn tweede roman Schaduw bij uitgeverij Hamley Books.

## Publicaties
| Jaar | Titel          | Uitgeverij            | Opmerkingen |
| ---- | -------------- | --------------------- | ----------- |
| 2020 | Jeugdzonden    | Het Punt              | Roman       |
| 2022 | De Liftster    | Books and Butterflies | Kortverhaal |
| 2022 | Hengst         | SchrijvenOnline       | Kortverhaal |
| 2022 | Chocolade      | Hamley Books          | Kortverhaal |
| 2022 | Schaduw        | Hamley Books          | Roman       |
| 2022 | De Vreemdeling | Hamley Books          | Kortverhaal |